# Herkulesbaggar
Herkulesbaggar (Dynastes) är ett släkte skalbaggar i Syd- och Nordamerika.
I släktet ingår bland annat världens största skalbagge; Herkulesbagge (Dynastes hercules).

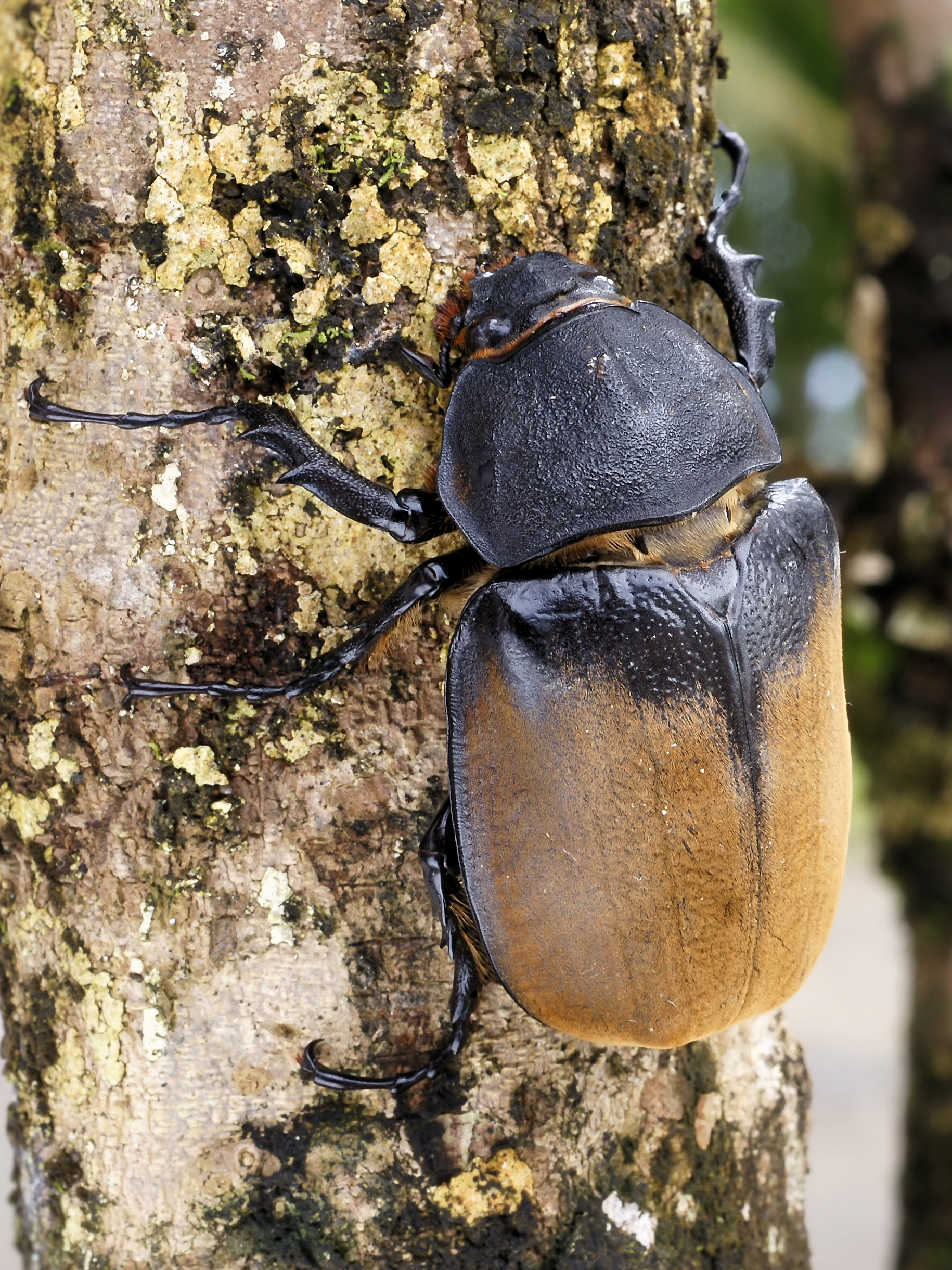
Hona av arten Dynastes hercules